# Пашта
Пашта — малая река в Шенкурском районе Архангельской области, левый приток Ваги.
Длина — 16 км.

## Течение
Река берёт начало из болота, расположенного в 2 км восточнее озера Емгозеро. В верховьях течёт на юго-восток, протекает через озера Большое и Малое, в нижнем течении поворачивает на север. На всем протяжении ширина русла не превышает 10 метров. Впадает в реку Вагу недалеко от села Шеговары. Примерно в 1 километре от устья пересекает автодорогу М8. Населённых пунктов на берегах реки нет.

## Данные водного реестра
- Бассейновый округ — Двинско-Печорский
- Речной бассейн — Северная Двина
- Речной подбассейн — Северная Двина ниже места слияния Вычегды и Малой Северной Двины
- Водохозяйственный участок — Вага

## Топографические карты
- Лист карты P-38-49,50 Важский. Масштаб: 1 : 100 000. Указать дату выпуска/состояния местности.